# Cruz Alta (ort i Argentina)
Cruz Alta är en ort i Argentina.   Den ligger i provinsen Córdoba, i den centrala delen av landet, 400 km nordväst om huvudstaden Buenos Aires. Cruz Alta ligger 78 meter över havet och antalet invånare är 6 862.
Terrängen runt Cruz Alta är platt. Runt Cruz Alta är det glesbefolkat, med 19 invånare per kvadratkilometer.. Det finns inga andra samhällen i närheten.
Trakten runt Cruz Alta består till största delen av jordbruksmark.